# John Dempsey
John Dempsey (Londres, Inglaterra, 15 de marzo de 1946-6 de noviembre de 2024) fue un futbolista inglés de ascendencia irlandesa que se desempeñó como defensa central en clubes como el Fulham FC y el Chelsea FC.

## Selección nacional
Fue internacional con la selección de fútbol de Irlanda en 19 ocasiones y marcó un gol. Debutó el 7 de diciembre de 1966, en un encuentro de clasificación para la Eurocopa 1968 ante la selección de España que finalizó con marcador de 2-0 a favor de los españoles. Dempsey fue el primer futbolista irlandés en ser expulsado en un partido clasificatorio durante la clasificación de UEFA para la Copa Mundial de Fútbol de 1970 al enfrentar a Hungría en el Ferenc Puskás Stadium

## Clubes
| Club              | País                 | Año         |
| ----------------- | -------------------- | ----------- |
| Fulham FC         | Inglaterra           | 1964 - 1969 |
| Chelsea FC        | Inglaterra           | 1969 - 1978 |
| Philadelphia Fury | Estados Unidos       | 1978 - 1980 |
| Dundalk FC        | República de Irlanda | 1983 - 1984 |

## Palmarés

### Campeonatos nacionales
| Título | Club       | País       | Año     |
| ------ | ---------- | ---------- | ------- |
| FA Cup | Chelsea FC | Inglaterra | 1969-70 |

### Copas internacionales
| Título           | Club       | País       | Año     |
| ---------------- | ---------- | ---------- | ------- |
| Recopa de Europa | Chelsea FC | Inglaterra | 1970-71 |